# Newfoundland Railway

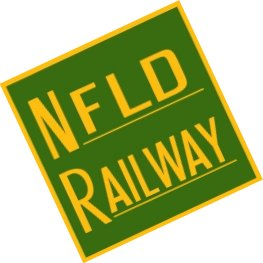

Newfounland Railway, exklusive bibanor

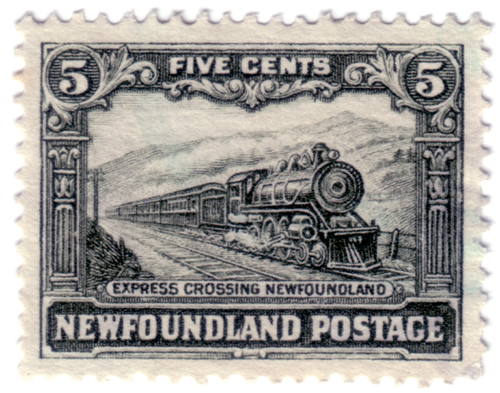
Passagerartåget Overland Limited på Newfoundland Railway på frimärke från 1928

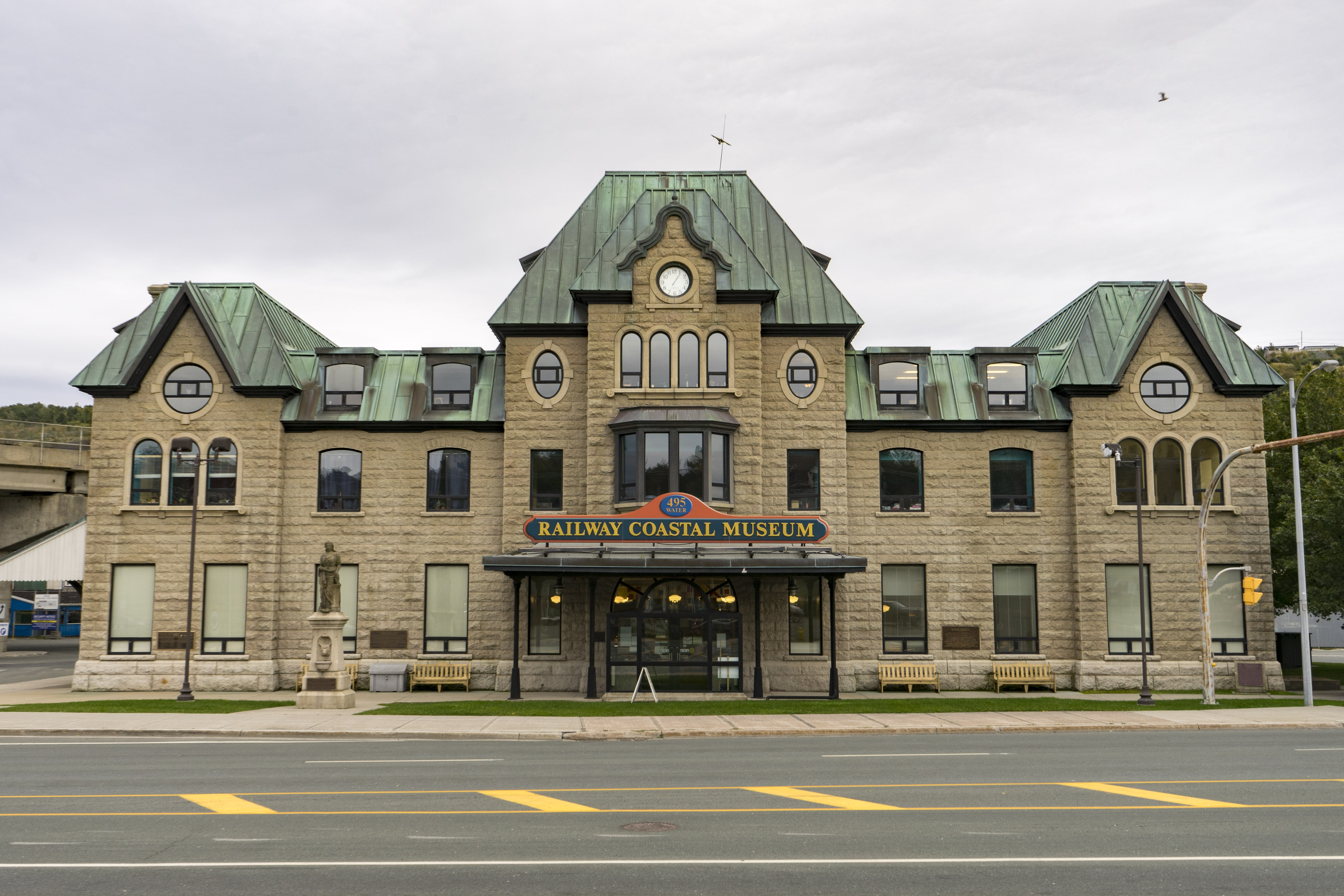
Den tidigare järnvägsstationen i St. John's, numera Railway Coastal Museum, 2017

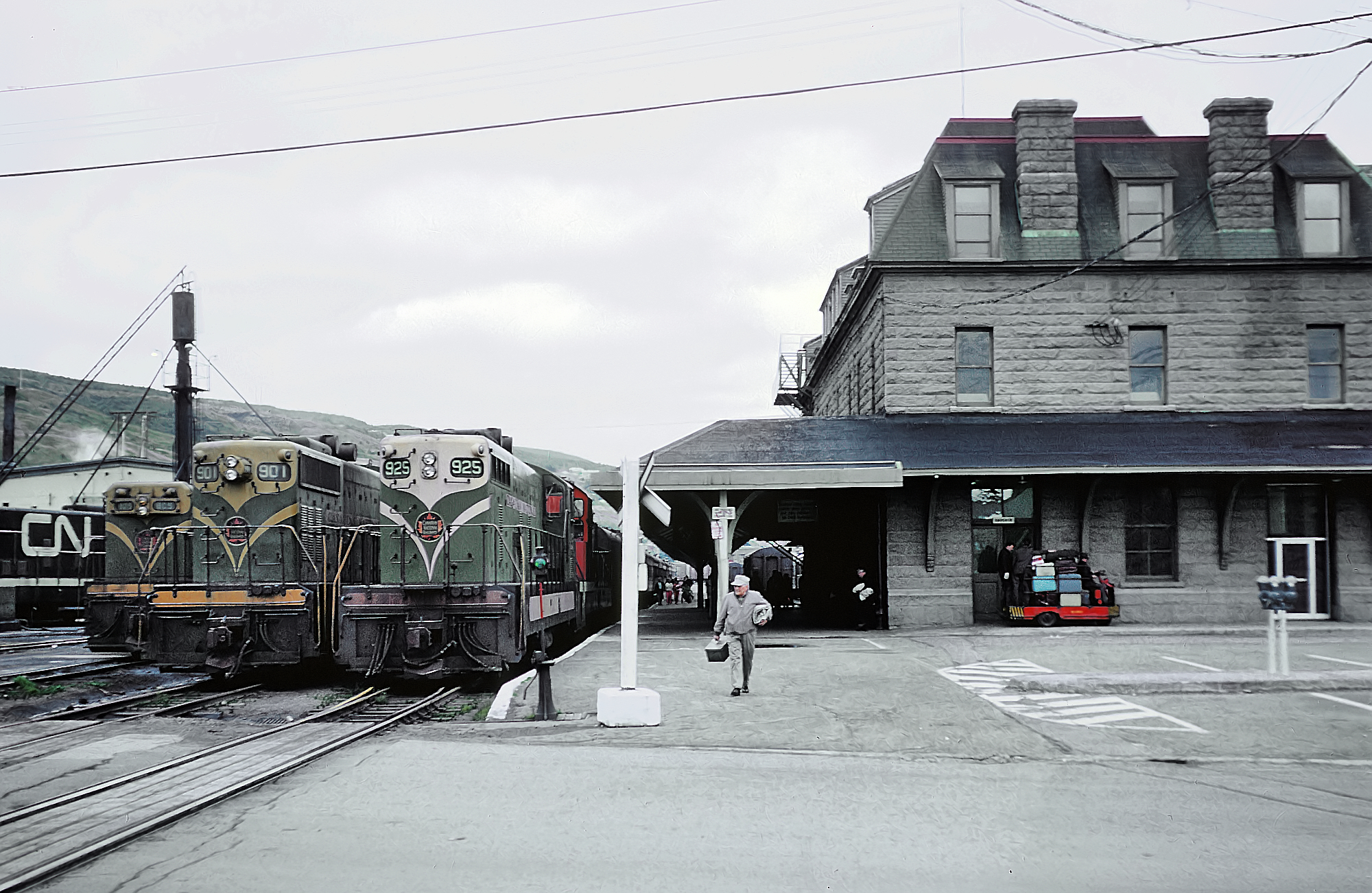
Canadian National Railways tåg Caribou och två andra General Motors Diesel NF210-lok i St. John's, 1968

Newfoundland Railway var en smalspårig järnväg på ön Newfoundland i  Kanada, som var i drift mellan 1898 och 1988. Med en sammanlagd spårlängd på 1.458 kilometer utgjorde den det längsta smalspårsnätet i Nordamerika. Järnvägen hade spårvidd 1067 mm.

## Anläggande
År 1880 rekommenderade en kommitté inom Newfoundlands lagstiftande församling att en smalspårig järnväg skulle byggas från provinshuvudstaden St. John's till Halls Bay, 547 kilometer västerut. Anläggandet påbörjades på Avalonhalvön i augusti 1881. År 1884 hade Newfoundland Railway Company anlagt 92 kilometer västerut till Whitbourne, innan det gick i konkurs.
Investerare i det konkursade företaget fortsatte att anlägga en 43 kilometer lång sidolinje från Brigus Junction till Harbour Grace, vilken blev färdig i november samma år.
Newfoundlandkolonins regering åtog sig att bygga en sidolinje från Whitbourne till hamnen i Placentia 1886–1888.

## Järnvägen under privat ägande
Newfoundlandkolonins regering sökte nya investerare för att fullfölja det avstannade projektet till Halls Bay, och i juni 1890 kom den överens med den Skottlandsfödde Montrealbon och järnvägsingenjören Robert Gillespie Reid (1842–1908) om att bygga och driva linjen. År 1892 nådde Reids rallare Exploits River, som låg halvvägs. Då ändrade regeringen slutdestinationen från Halls Bay 400 kilometer längre bort, först till St. George's och slutligen till Port aux Basques. Denna utvidgning av järnvägen drevs till en början separat av Newfoundland Northern and Western Railway.
Den nya linjen västerut till Port aux Basques slutfördes 1894–1898. Reid föreslog också en färjelinje över Cabotsundet mellan  Port aux Basques och North Sydney, Nova Scotia och beställde ett ångfartyg från Skottland. Ångaren Bruce anlände 1897 och trafikerade rutten från Port aux Basques från juni 1898. 
Senare samma övertalade Newfoundlandkolonins regering Reids bolag att ta över driften av det konkursade Newfoundland Railway Company och dess systerföretag Harbour Grace Railway, liksom den statliga bibanan Placentia branch, för att samla öns järnvägsdrift under en hatt. Reids bolag fick en koncession på 50 år samt äganderätt över markområden.

## Järnvägen under statligt ägande
Under det tidiga 1920-talet växte Reid Newfoundland Companys skulder, vilket ledde till att regeringen 1923 antog Railway Settlement Act, vilken undanröjde driftskontraktet för hela järnvägssystemet och nationaliserade järnvägen. 
Järnvägen överfördes 1949 till det av Kanadas federala regering ägda Canadian National Railway.
Canadian National Railway gjorde stora investeringar i järnvägen och ersatte ånglokomotiven med diesellok. 
Canadian National Railways trafik på Newfoundland ökade med de förbättrade färje- och järnvägsförbindelserna, men konkurrensen med lastbils- och busstrafik ökade efter det att Trans-Canada Highway tvärs över ön blev klar 1965. 
År 1979 omorganiserade järnvägsbolaget sitt smalspårssystem till Terra Transport som ett medel för att särskilja den bidragsberoende Newfoundland-trafiken från bolagets kärnverksamhet i form att fastlandets godstrafik. På Newfoundland fortsatte godstrafiken att minska, och  alla sidolinjer på ön lades ned 1984. År 1987 avreglerade Kanada sin järnvägsindustri, vilket underlättade nedbantningen av järnvägsnätet. Canadian National Railways tidigare dotterbolag CN Marine omorganiserades till Marine Atlantic 1986 och en av de två järnvägsfärjorna såldes. 
Järnvägen lades slutligen ned den 1 oktober 1988.

## Bildgalleri

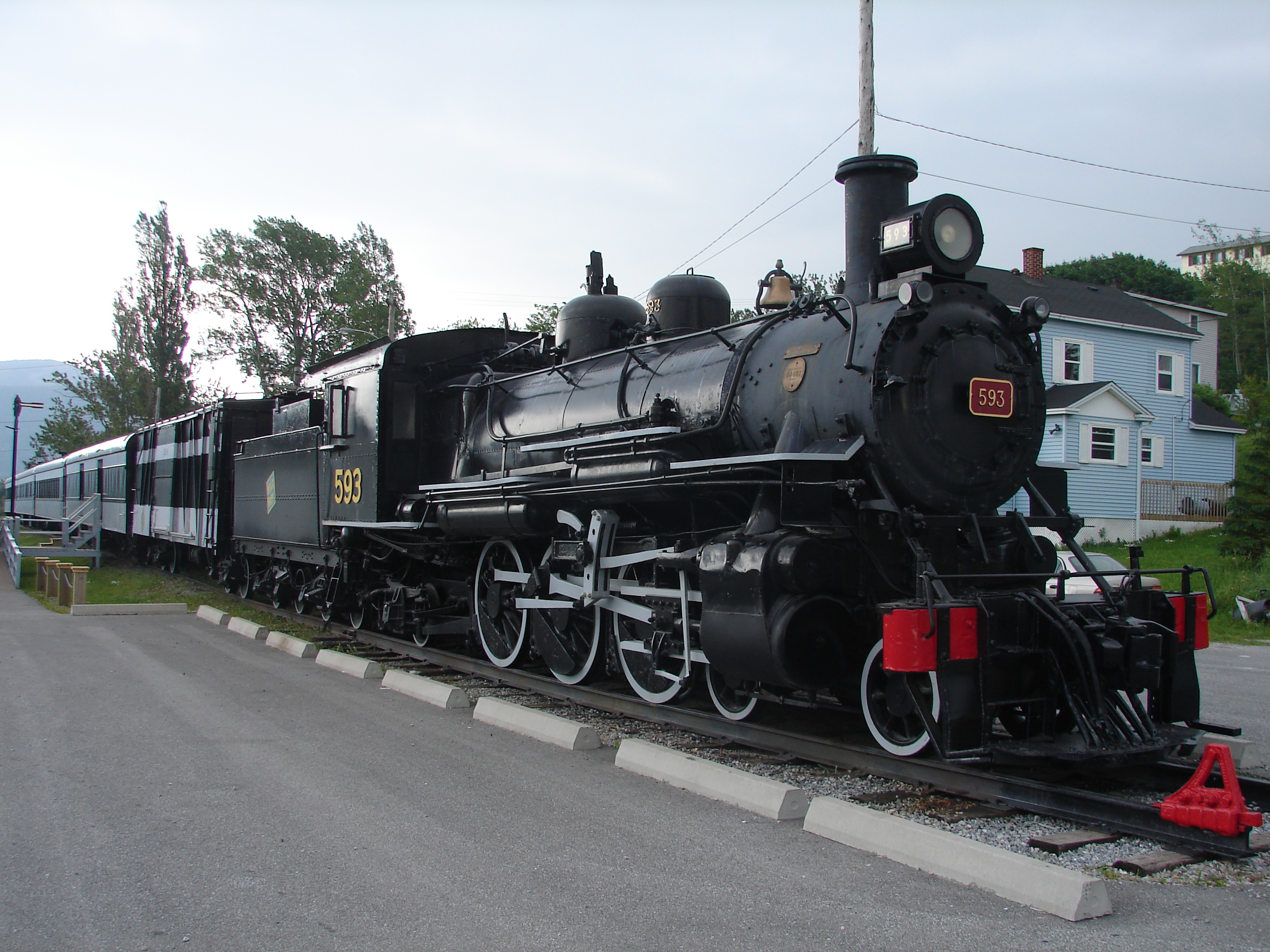
Ett Baldwin Pacific Class ånglokomotiv i Corner Brook
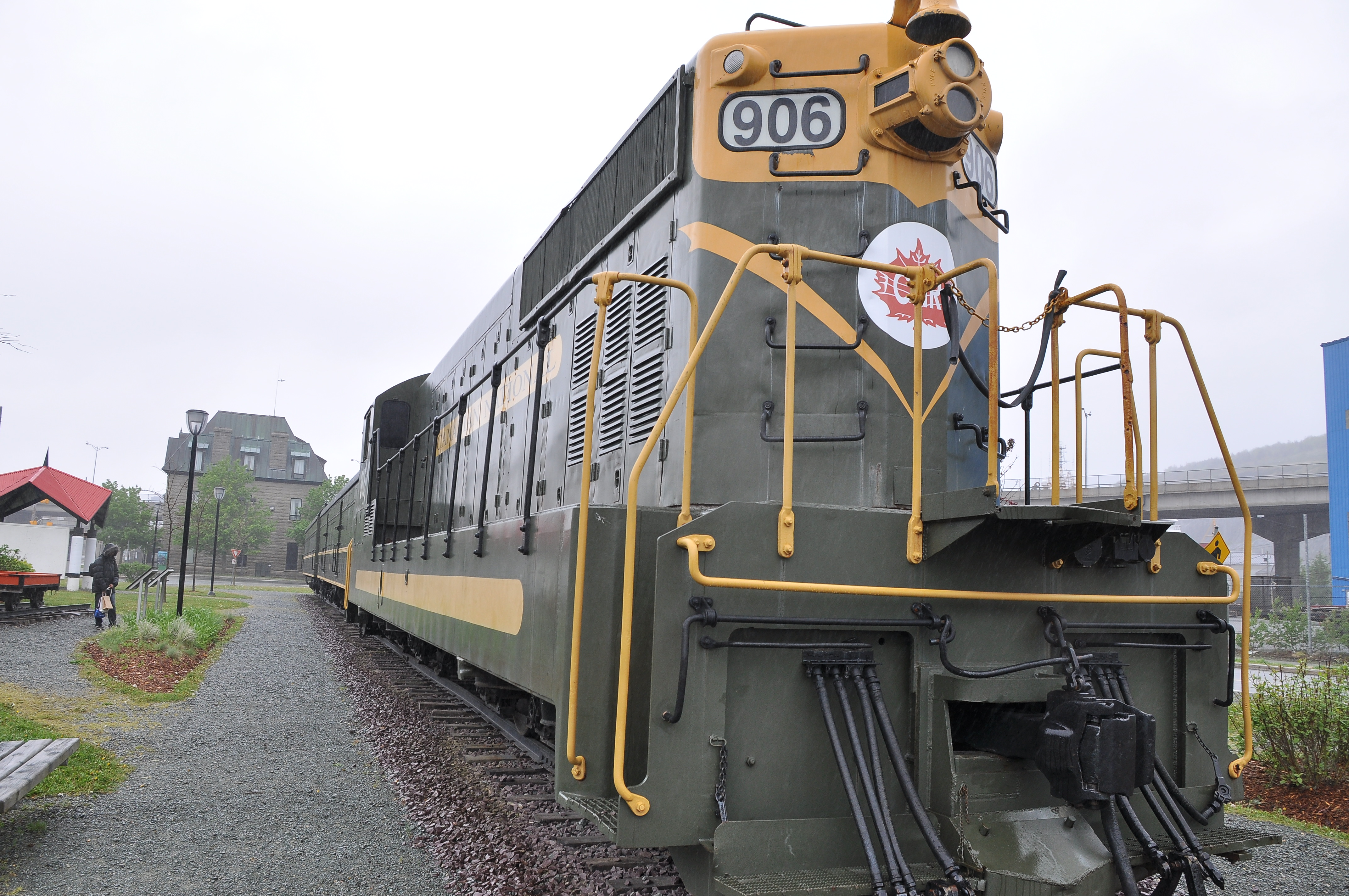
General Motors Diesel-lok nr 906, littera  NF 110, som användes 1953–1988, bevarat på Railway Coastal Museum i St. John's
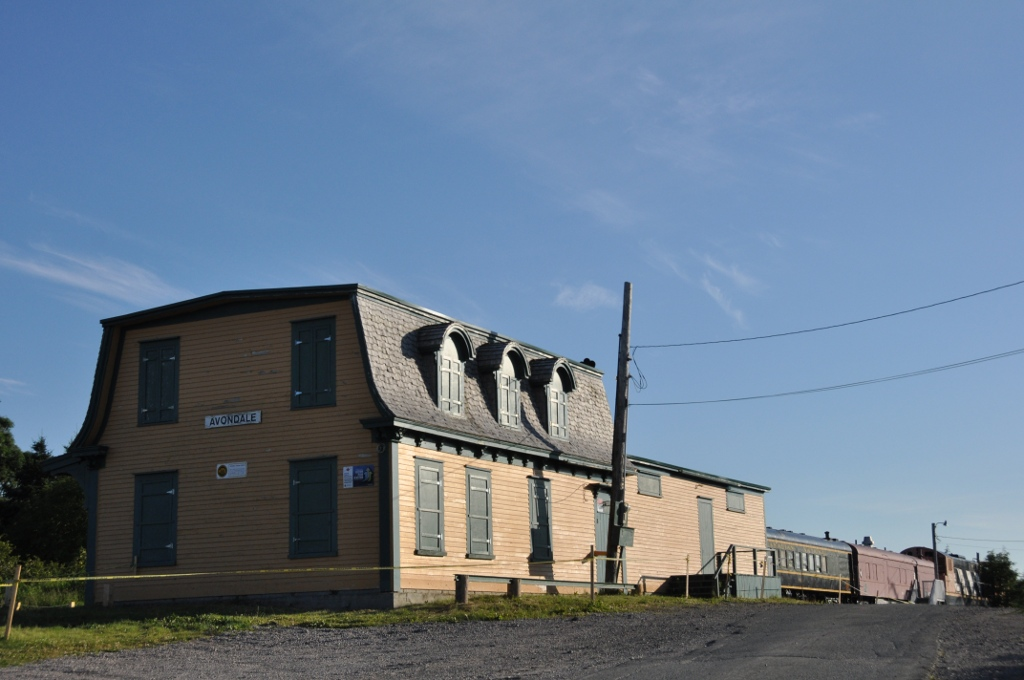
Järnvägsstationen i Avondale, byggd på 1880-talet
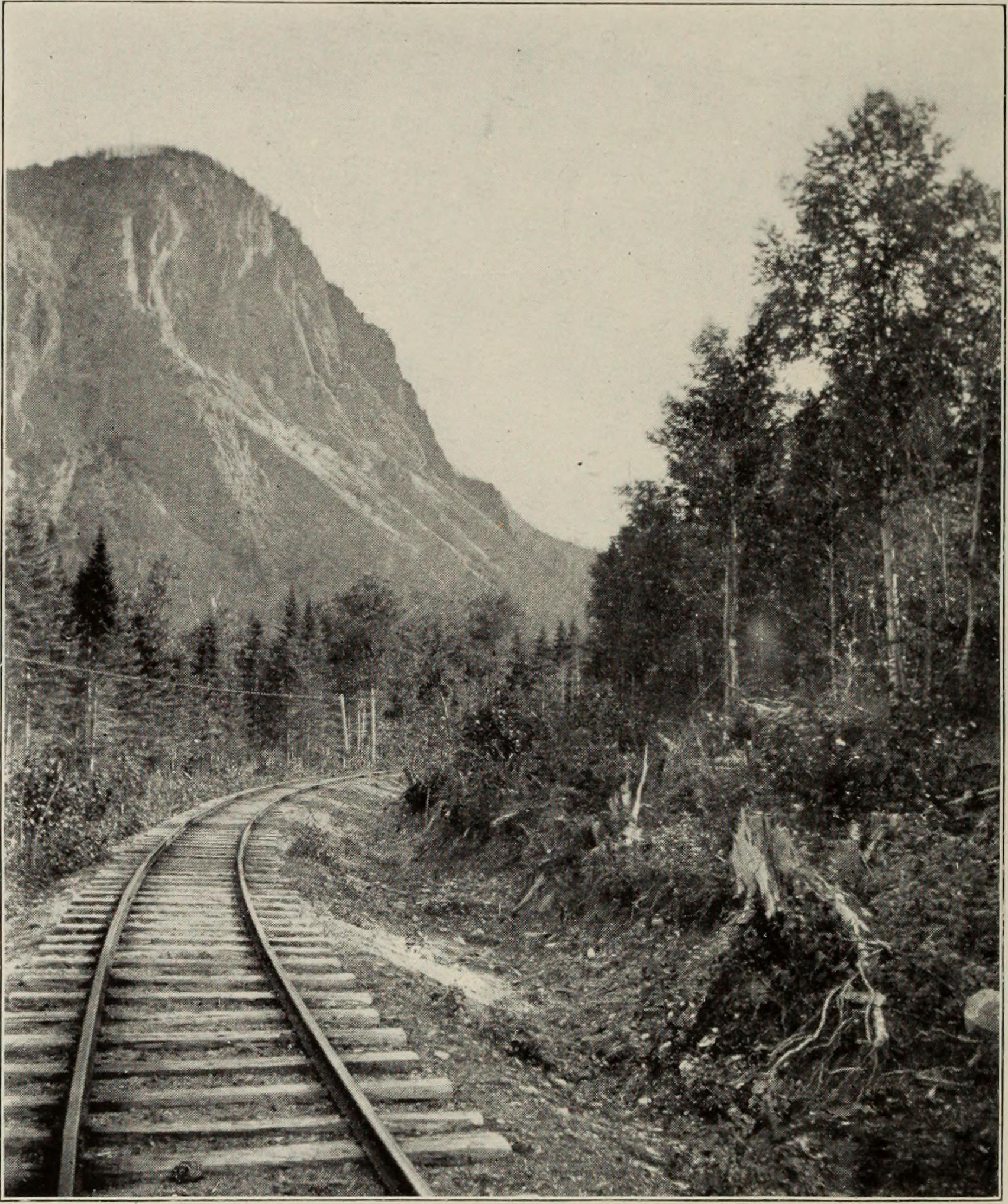
Järnvägsspår nära Deer Lake, tidigt 1900-tal
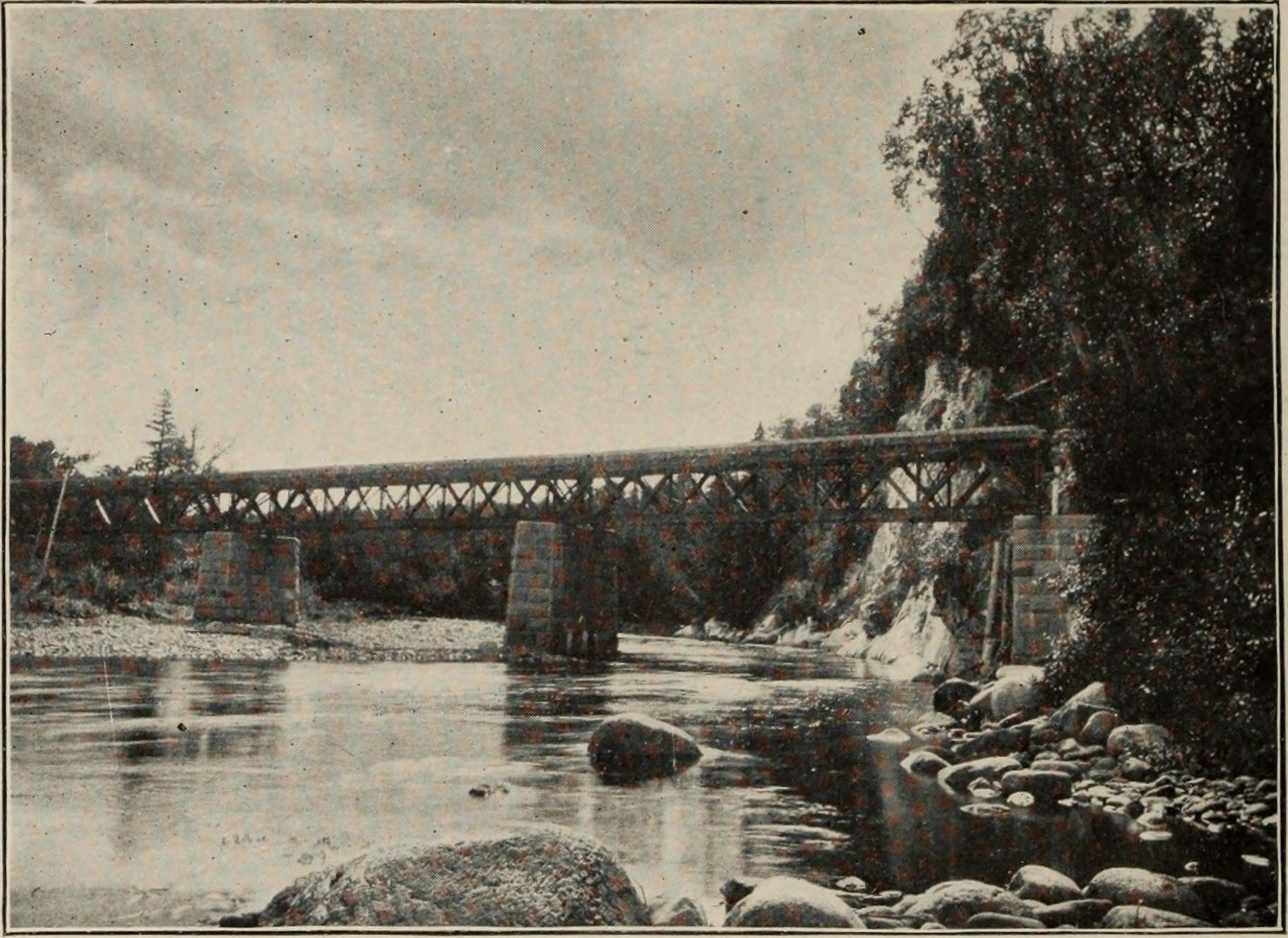
Järnvägsbro över Fishel's River, 1902
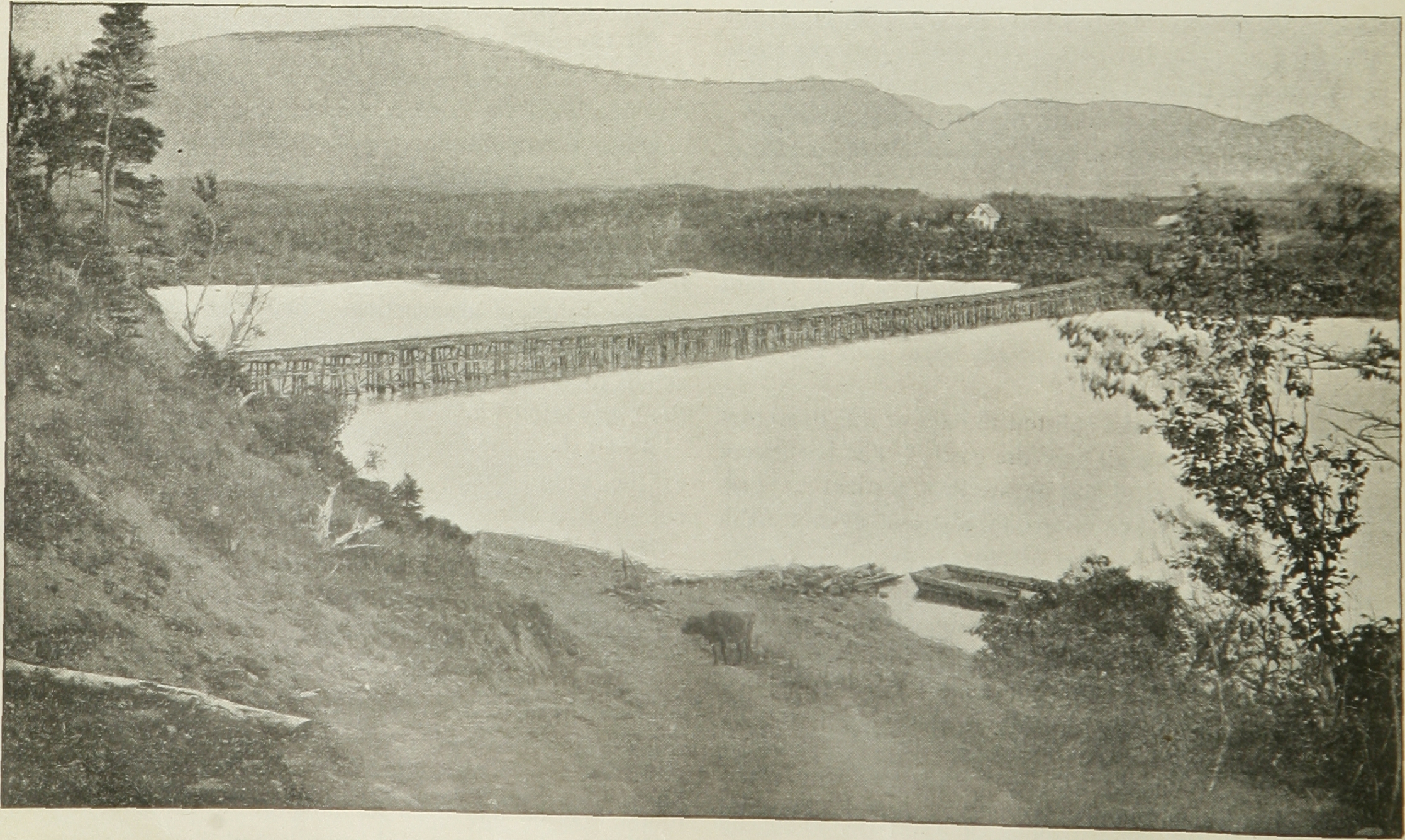
Järnvägsbron över floden Little Codroy, omkring 1910